# Макарчук Степан Арсентійович
Степа́н Арсе́нтійович Макарчу́к (3 січня 1930, Дуліби — 2 грудня 2014, Львів) — український історик, етнолог, джерелознавець, дослідник українського етносу, доктор історичних наук (1985), професор (1987), заслужений діяч науки і техніки України (1999), заслужений професор Львівського університету (2003).

## Біографічні відомості
1956 закінчив історичний факультет Львівського університету.
1956—57 працював викладачем історії в Черницькому с.-г. технікумі,
1959—65 — молодший наук. співробітник, зав. відділу в Українському державному музеї етнографії та художнього промислу АН УРСР у Львові
1964 в Інституті мистецтвознавства, фольклору та етнографії імені М. Рильського АН УРСР (нині Інститут мистецтвознавства, фольклористики та етнології імені М. Рильського НАН України) захистив кандидатську дисертацію на тему: «Соціалістичні перетворення в побуті робітників Прикарпаття» (наук. кер. — Ю. Гошко).
1965—73 — на партійній роботі в КПРС;
з 1973 — у Львівському університеті (нині Львівський національний університет імені Івана Франка): зав. кафедри історії СРСР, зав. кафедри історії України;
1976—94 — декан історичного факультету.
1985 в Київському університеті (нині Київський національний університет імені Тараса Шевченка) захистив докторську дисертацію на тему: «Етносоціальний розвиток і національні відносини на західноукраїнських землях при імперіалізмі».
1995—2001 — зав. кафедри етнології Львівського національного університету.
з 2001 — професор кафедри етнології Львівського національного університету.
Автор близько 300 наукових праць.
Похований на 63 полі Личаківського цвинтаря.

## Вибрані публікації
- Історичні передумови возз'єднання українських земель. К., 1989 (у співавт.);
- Галицьке москвофільство в кінці XIX — на початку XX ст. В кн.: Історичні дослідження: Історія, вип. 16. К., 1990;
- Український етнос (виникнення та історичний розвиток). К., 1992, № 10;
- Макарчук С. А. Населення Західної України за переписом 1931 року // Вісник Львівського університету. — Серія Історія. — Вип. 29. — Львів, 1993. — С. 53-61. [Архівовано 4 березня 2016 у Wayback Machine.]
- Етнографія України (за редакцією і в співавт.). Львів, 1994;
- Львів, історичні нариси. Львів, 1996 (у співавт.);
- Українська Республіка галичан: Нариси про ЗУНР. Львів, 1997;
- Москвофільство: витоки та еволюція ідеї. В кн.: Вісник Львівського державного університету: Серія історична, вип. 32. Львів, 1997;
- Писемні джерела з історії України. Львів, 1999; Історичні неписемні джерела, Львів, 2002;
- Звичаєве право. В кн.: Етногенез та етнічна історія населення українських Карпат. Львів, 2006;
- Етнічна історія України. К., 2008;
- Галичина: етнічна історія. Львів, 2009